# Арслан-хан (карлукский хан)
Арслан хан ибн Арслан ІІ – карлукский правитель Койлыка (1210–1222). Союзник Чингисхана в борьбе против Кучлук хана. Участник походов на Хорезм. 

## Биография
О его жизни мало что известно. Он происходил из знатного карлускского дома. Его отец Арслан хан был убит Чжилугу из-за подозрения в восстании, а его брат Мамду хан стал союзником Кучлук хана. Однако политика узурпировать власть в Каракитайском ханстве и стать единоличным правителем всего региона. Он ликвилировал Караханидское ханство и убил их правителей в Кашгаре. 1211 году монгольский нойон Хубилай прибыл покорить карлуков, с ним с близко знакомился с Арслан ханом. Взяв с собой карлукского правителя Арслан-хана, Хубилай представил его Чингисхану. В знак признания покорности Арслана Чингисхан пообещал выдать за него одну из своих дочерей.

## В современной культуре
Арслан стал персонажем романа Исая Калашникова «Жестокий век» (1978).